# Такаютпі
Такаютпі (бірм. သုရှင်တကာရွတ်ပိ; 1511 — 1539) — 18-й володар монської держави Гантаваді у 1526—1539 роках. Відомий також як Такаратпі.

## Життєпис
Син Бінья Рана II, володаря Гантаваді. Народився 1511 року в Пегу. Не здобув політичного чи військового досвіду. Посів владу у 1526 році, оскільки спадкоємець трону Язадіпаті загадково помер в один з Бінья Раною II. Фактично передав управління своїм сановникам. Більше цікавився полюванням на слонів, мандрівками кіньми. В хроніках значиться, що полюбляв шукати молюсків та крабів. В результатішвидко втратив повагу васалів та намісників. Його швагер Со Бінья правив провінцією Мартабан як суверен.
Слабкість Такаютпі надало можливість Табіншвехті, володаря Таунгу, що почав з 1534 року щорічні грабіжницькі напади на Гантаваді. Со Бінья не надавав жодної допомоги Такаютпі. Війська Таунгу тривалий час не могли просунутися за укріплену лінію оборони Пегу, очолюваної двома досвідченими міністрами Бінья Ло та Бінья Чан, якими допомагали португальські найманці. У 1535—1536 та 1536—1537 роках оборона Пегу успішно відбила три послідовні щорічні вторгнення Таунгу. Водночас володар Гантаваді вимушен був протистояти напівнезалежним намісникам Бассейну і Дали. Тоді Табіншвехті підкинув Такаютпі чутку, що його 2 провідних міністра (відповідальні за захист столиці) Бінья Ло та Бінья Чан є зрадниками. Після страти тих війська Таунгу вже не зустрічали спротиву, коли наприкінці 1538 року вдерлися до Гантаваді. Напочатку 1539 року місто Пеґу впало. У вирішальній битві біля Наунгйо війська Таунгу знищили армію Гантаваді. Такаютпі втік до П'ї (тут панував зять Нарапаті), переслідуємий ворожим командувачем Є Хтутою.
Такаютпі закликав Нарапаті та союз шанських князівств допомогти проти Табіншвехті. Протягом року з невеликим озброєним загоном перебрався до гирла Іраваді, щоб зібрати бойових слонів. У Інгабіні біля Мобіна він раптово захворів і помер. Боротьбу проти Таунгу очолив Со Бінья, намісник Мартабану.